# Tribulopis
- Commons
- Wikispecies

Tribulopis é um género botânico pertencente à família Zygophyllaceae.

## Espécies
- Tribulopis affinis
- Tribulopis angustifolia
- Tribulopis bicolor
- Tribulopis curvicarpa
- Tribulopis homalococca
- Tribulopis pentandra
- Tribulopis sessilis
- Tribulopis solandri

1. ↑  «Tribulopis — World Flora Online». www.worldfloraonline.org. Consultado em 19 de agosto de 2020